# 戴更基
戴更基，是台灣動物行為學專家，也是一位跨足動物行為領域的獸醫師。

## 生平
1991年7月10日創立大敦寵物醫院，1997年創立dvm網站，免費提供民眾諮詢醫療及行為問題。2004年起就開創了台灣最早的幼犬社會化課程，協助成立”動物輔助及治療發展協會（台灣狗醫師協會）”並擔任第一屆常務理事，2005年引進台灣第一隻「安妮狗」，免費教授台灣民眾寵物的心肺復甦術。
2012年創立台灣動物行為資源中心，提供免費的行為資源及知識，提供動物行為學習的平台，增進動物及人類的生活品質。

## 個人生活
前妻為藝人趙詠華，2000年結婚，因傳外遇於2008年離婚。

## 書籍
- 《狗狗的異想世界》，出版社：高霖，出版日期：2000/02/01，ISBN 9578119038。
- 《別只給我一根骨頭》，出版社：高寶，出版日期：2004/09/08，ISBN 9867531434。
- 《愛咪咪的異想世界》，出版社：高富 出版日期：2004/08/11，ISBN 9867799798。
- 《貓狗大戰：寵物行為四週集訓》，出版社：高寶，出版日期：2004/08/18，ISBN 9867799844。
- 《What! 敢咬我》，出版社：高寶，出版日期：2006/02/22，ISBN 8967088191。
- 《狗狗這樣教，主人好輕鬆：教你了解狗狗行為背後的原因，從此不亂大便、不亂叫、不咬人》，出版社：高寶，出版日期：2012/07/18，ISBN 9789861857299。
- 《貓咪這樣教，主人好快樂：貓奴也可以當得很有尊嚴！》，出版社：高寶，出版日期：2013/02/04，ISBN 9789861858197。
- 《狗狗這樣教，主人好輕鬆2：不打不罵不關，33招解決所有狗狗問題》，出版社：高寶  出版日期：2013/08/28，ISBN 9789861858883。
- 《戴更基教你有效解決狗狗的100個行為問題 (1)》，出版社：高寶，出版日期：2015/03/25，ISBN 9789863611394。
- 《戴更基教你有效解決狗狗的100個行為問題 (2)》，出版社：高寶，出版日期：2015/08/12，ISBN 9789863611905。

## 外部連結
- Dr.Penny Tai, DVM 戴更基醫師 （页面存档备份，存于）
- 動物行為治療師戴更基醫生的Facebook專頁
- Dr.Penny Tai, DVM, CVB的Instagram帳戶
- YouTube上的動物行為治療師戴更基醫師頻道
- 大敦寵物醫院 （页面存档备份，存于）
- 大敦寵物醫院的Facebook專頁
- 大敦寵物醫院的Instagram帳戶